# Anamur

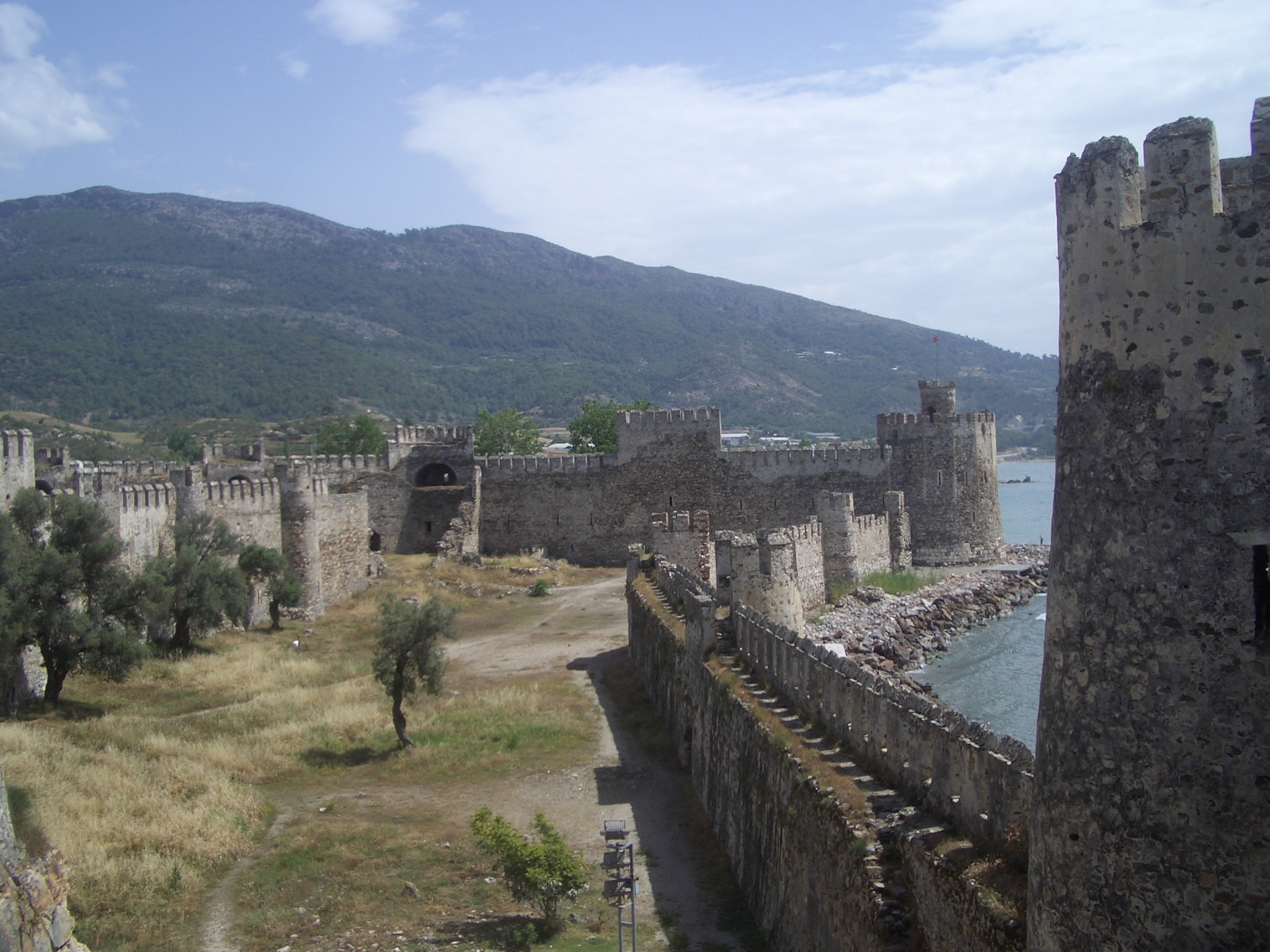
Ruiny Zamek Mamure

Anamur – miasto w Turcji w prowincji Mersin.
Według danych na rok 2019 miasto zamieszkiwało ok. 66 068 osób.
Ośrodek handlowy i turystyczny.